# 穴薬師古墳 (五霞町)
穴薬師古墳（あなやくしこふん）は、茨城県猿島郡五霞町川妻にある古墳。形状は円墳。茨城県指定史跡に指定されている。

## 概要
茨城県西部、利根川・権現堂川に挟まれた沖積地に築造された古墳である。石室内にはかつて金銅製の薬師像が安置されていたという。『利根川図志』では「隠れ膳椀」の伝説が紹介されているほか、1966年（昭和41年）には発掘調査が実施されている。
墳形は円形で、直径30メートル・高さ4メートルを測る。墳丘周囲には幅5メートルの周濠が巡らされる。埋葬施設は複室構造の横穴式石室で、南東方向に開口する。磚状（レンガ状）の軽石を積み上げて構築され、奥壁には五輪塔を思わせる板状の石をあてるなど特異な石室として注目される。築造時期は古墳時代後期または終末期頃と推定される。
古墳域は1971年（昭和46年）に茨城県指定史跡に指定された。現在では石室内への立ち入りは制限されている。なお本古墳の北の川妻寺には薬師如来像が安置されており、本古墳の薬師信仰との関連性を指摘する説がある。

## 遺跡歴
- 弘安4年（1281年）、石室内に板碑安置[1]。
- 江戸時代、『利根川図志』に「川妻隠里膳椀図説」として紹介[2]。
- 明治期、吉田文俊が『考古界』に発表[2]。
- 1966年（昭和41年）、保存整備事業に伴う発掘調査[1][2]。
- 1970年（昭和45年）、復原[1]。
- 1971年（昭和46年）3月29日、茨城県指定史跡に指定[3]。

## 埋葬施設

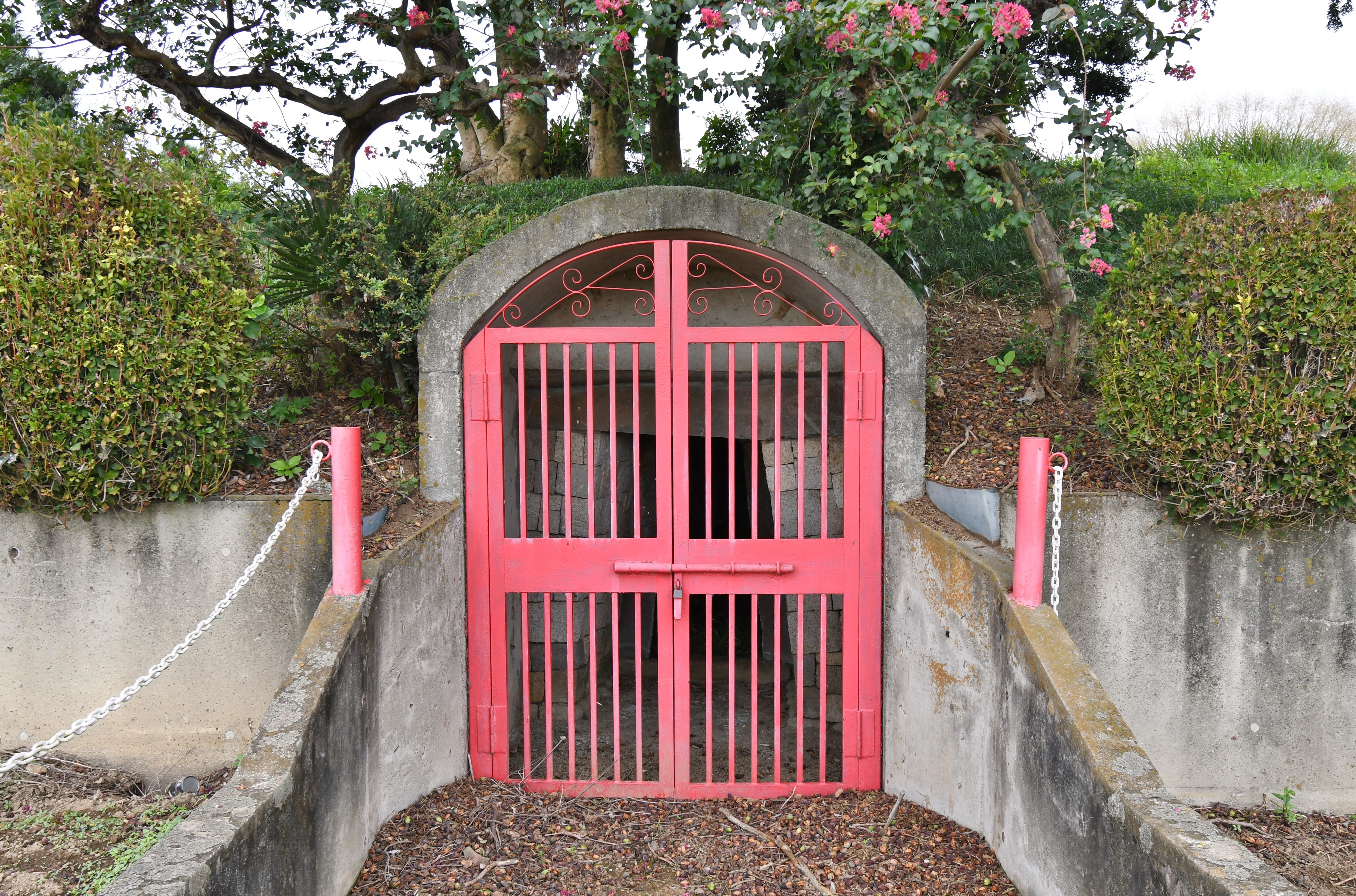
石室開口部

埋葬施設としては横穴式石室が構築されており、南東方向に開口する。玄室・前室・羨道からなる複室構造の石室である。石室の規模は次の通り。
- 石室全長：約7メートル
- 玄室（奥室）：長さ約6メートル[1]、幅約2メートル[3]、高さ約2メートル[3]
- 前室：長さ約1メートル[1]

石室は、下段に約30センチメートルの自然石を並べ、その上に磚状に整形した軽石をレンガ積みすることで構築される。玄室と前室の間では両側に幅約30センチメートル・厚さ約10センチメートル・高さ1.5メートルの石柱を立て、前室と羨道の間でも両側に同様の障壁を立てる。石室の平面形は胴張りで、側壁は内側に湾曲する。また奥壁には五輪塔を思わせる板状の石があてられる。
石室内からは弘安4年（1281年）銘の板碑が発見されているほか、かつては金銅製の薬師像が安置されていたという。

## 文化財

### 茨城県指定文化財
- 史跡
  - 穴薬師古墳 - 1971年（昭和46年）3月29日指定[3]。

## 関連文献
（記事執筆に使用していない関連文献）
- 吉田文俊「下総猿島川妻の塚穴」『考古學會』第4巻第1号、考古界、1904年。